# Gonzalo Bernardos Domínguez
Gonzalo Bernardos Domínguez (Barcelona, 12 de novembre de 1962) és un professor d'economia de la Universitat de Barcelona, conegut per ser un habitual tertulià en diversos mitjans de comunicació, entre els quals destaquen RAC 1 i La Sexta.
Llicenciat en ciències econòmiques i empresarials el febrer de 1989 per la Universitat de Barcelona i doctorat en la mateixa especialitat i universitat el desembre de 1994 (amb la qualificació d'apte cum laude per unanimitat i premi extraordinari), ha treballat com a professor a la UB i la UOC, ha ocupat diversos càrrecs de responsabilitat al departament de teoria econòmica de la Universitat de Barcelona. Ha dirigit diversos màsters d'assessoria immobiliària, gestió de franquícies i desenvolupament personal i lideratge. Com a analista, ha col·laborat amb diferents programes de ràdio i de televisió, com 8 al dia amb Josep Cuní (8tv), La noche en 24 horas (Canal 24 horas de TVE), El matí a 4 bandes (Ràdio 4), El dia a la COM (COMRàdio), La plaza (Onda Cero), Cierre de mercados (Intereconomía) i El Món a RAC1, Via lliure i La nit a RAC1. (RAC1).

## Publicacions
- 2007 — ¿Cómo invertir con éxito en el mercado immobiliario?[4]
- 2014 — La Gran Mentira de la Economia[5]